# Bolitoglossa schizodactyla
Bolitoglossa schizodactyla é uma espécie de anfíbio caudado pertencente à família Plethodontidae, sub-família Plethodontinae.